# A Washingtoni Állami Egyetem híres személyeinek listája
Az alábbi lista a Washingtoni Állami Egyetem híres öregdiákjait és munkatársait tartalmazza.

## Öregdiákok

### Oktatás
- David Comer – többek között az Intel és az IBM áramkörfejlesztési szaktanácsadója[1]
- David Miller – építész és egyetemi oktató, a Miller/Hull Partnership társalapítója, a Washingtoni Egyetem Építészmérnöki Tanszékének vezetője[2]
- George B. Thomas – az MIT egykori matematikaprofesszora, a Thomas-féle kalkulus szerzője[3]
- Gordon G. Gallup – az Albanyi Egyetem pszichológusa[4]
- Henry Heald – a Ford Alapítvány elnöke, valamint a New York-i Egyetem rektora[5]
- Howard Bowen – több egyetem rektora, a felsőoktatási fejlesztési egyesület elnöke, a kiváló öregdiák-díj tulajdonosa[6]
- Jon Wefald – a Kansasi Állami Egyetem egykori rektora[7]
- Judith A. Bense – a Nyugat-floridai Egyetem rektora[8]
- W. Hudson Kensel – történész[9]
- Weldon Gibson – a Stanford Kutatóintézet alelnöke, a kiváló öregdiák-díj tulajdonosa[10]

### Állattudományok
- Helen Elaine Freeman – a hópárducok megmentésére specializálódott szakember[11]
- Ivan Peterson – állatorvos és csimpánzkutató, valamint az 1957-es Lassie sorozaton dolgozó munkatárs[12]

### Művészetek
- Art Gilmore – szinkronszínész és bemondó[13]
- Barry Serafin – az ABC News munkatársa, a kiváló öregdiák-díj tulajdonosa[14]
- Betty Feves – művész[15]
- Blake Lewis – az American Idol hatodik évadának szereplője[16]
- Deborah Gardner – Tongán 1976-ban meggyilkolt önkéntes békefenntartó[17]
- Dana Simpson – képregényrajzoló[18]
- Dolph Lundgren – színész[19]
- Edward Kienholz – installációs művész[20]
- Edward R. Murrow – műsorvezető, a kommunikációs főiskola névadója, a kiváló öregdiák-díj tulajdonosa[21]
- Frances Yeend – operaénekes[22]
- Gary Larson – képregényrajzoló, a kiváló öregdiák-díj tulajdonosa[23]
- Keith Jackson – sportkommentátor, a kiváló öregdiák-díj tulajdonosa[24]
- Krist Novoselic – a Nirvana és a Sweet 75 basszusgitárosa, pilóta[25]
- Patrick F. McManus – humorszerző[26]
- Rudy Autio – szobrász[15]
- Scott MacDonald – televíziós színész[27]
- Sherman Alexie – író és műsorkészítő, a kiváló öregdiák-díj tulajdonosa[28]

### Üzleti élet
- Clint Cole – a Heartstream társalapítója, az első kereskedelmi célú defibrillátor kifejlesztője[29]
- Patrick Foley – a Hyatt Hotels elnöke, valamint a Braniff Airlines és a DHL ügyvezetője[30]
- Mark Suwyn – a Louisiana–Pacific Corporation vezetője, valamint a WSU Alapítvány elnöke[31]
- Paul Allen – a Microsoft társalapítója, a Seattle Seahawks és a Portland Trail Blazers tulajdonosa, a kiváló öregdiák díj 1999-es nyertese[32]
- Robert L. Phillips – matematikaprofesszor és vállalkozó[33]
- Scott E. Carson – a Boeing vezérigazgatója[34]

### Kormányzat és jog
- George Nethercutt – a Kongresszus tagja 1995–2005 között[35]
- Jim Moeller – Washington állam képviselőházának tagja[36]
- John Folger – Belgium ENSZ-nagykövete, a New York-i tőzsde vezetője, az USA Demokrata Pártjának elnöke, a kiváló öregdiák-díj tulajdonosa[37]
- Marshall Allen Neill – kerületi bíró, az állami legfelsőbb bíróság vezetője[38]
- Mike Lowry – Washington állam egykori kormányzója[39]
- Patty Murray – Washington állam szenátora[40]
- Robert A. Roe – demokrata képviselő[41]
- Sam Reed – Washington államtitkára 2000-től 2013-ig[42]
- Svend Auken – Dánia környezetvédelmi minisztere 1993–2001 között[43]
- Walt Horan – republikánus képviselő[44]

### Társadalomtudományok
- Anthony Curcio – író és atléta, többször elítélték fegyveres autórablásért, ma drogprevenciós oktató[45]
- Gary J. Coleman – Az Utolsó Napok Szentjeinek Jézus Krisztus Egyháza magas rangú tagja[46]
- Laurence Peter – a Peter-elv megalkotója, más könyvek társszerzője[47]
- Timothy Leary – pszichológus[48]
- William Julius Wilson – szociológus és író, a Nemzeti Tudományos Érem díjazottjainak egyike[49]

### Hadsereg
- Charles Ross Greening – a légierő ezredese, a Doolittle-rajtaütésben résztvevő Hari Kari-er kapitánya[50]
- Dale Noyd – vadászgéppilóta, a vietnámi háború ellenzője[51]
- James Fleming – a légierő ezredese, Medal of Honor-kitüntetett[52]
- Robert Higgins – a tengerészet admirálisa, katonai sebész[53]
- Ronald J. Shurer – őrmester, Medal of Honor-kitüntetett[54]
- Sigmund R. Petersen – a légügyi hivatal admirálisa[55]

### Tudomány és technológia
- Allan Wilson – zoológus, a kiváló öregdiák-díj tulajdonosa[56]
- Charles Glen King – a C-vitaminnal kapcsolatos kutatások vezetője, a kiváló öregdiák-díj tulajdonosa[57]
- Clint Cole – a Heartstream társalapítója, az első kereskedelmi célú defibrillátor kifejlesztője[29]
- Edmund Schweitzer – villamosmérnök, a Schweitzer Engineering Laboratories Incorporated alapítója[58]
- Gary L. Bennett – légitechnológiai és energetikai mérnök[59]
- Irwin Rose – a 2004-es Nobel-díj nyertese, amelyet a Parkinson- és Alzheimer-kórokkal kapcsolatos kutatásokért kapta, a kiváló öregdiák-díj tulajdonosa[60]
- Jacob Bigeleisen – a modern izotópkémia atyja, a Manhattan terv közreműködője, a Stony Brook Egyetem kémiaprofesszora, a kiváló öregdiák-díj tulajdonosa[61]
- John Abelson – az Agouron Pharmaceuticals (ma a Pfizer része) társalapítója, a HIV-fertőzések visszaszorításában nagy szerepet játszó Viracept kifejlesztője, a kiváló öregdiák-díj tulajdonosa[62]
- John Fabian – asztronauta, a kiváló öregdiák-díj tulajdonosa[63]
- Karl Sax – radiobiológus, a kiváló öregdiák-díj tulajdonosa[64]
- Krist Novoselic – a Nirvana és a Sweet 75 basszusgitárosa, pilóta[25]
- Neva Abelson – az Rh-összeférhetetlenségi teszt kidolgozója, a kiváló öregdiák-díj tulajdonosa[65]
- Philip Abelson – a Manhattan terv közreműködője, a Science folyóirat szerkesztője, a kiváló öregdiák-díj tulajdonosa[66]
- Orville Vogel – búzatermesztő, a kiváló öregdiák-díj tulajdonosa[67]
- Simon S. Lam – villamosmérnök, a National Academy of Engineering tagja[68]
- Wajih Owais – több jordániai intézet vezetője[69]
- William A. Bugge – Washington állam közutakért felelős vezetője, a San Franciscó-i Bay Area Rapid Transit kidolgozója[70]

### Sport
- Aaron Garcia – quarterback[71]
- Aaron Sele – korábbi MLB-pitcher[72]
- Adam Braidwood – az Edmonton Eskimos játékosa[73]
- Alex Brink – NFL-quarterback[74]
- Alex Hoffman-Ellis – linebacker[75]
- Allan Kennedy – korábbi NFL offensive tackle[76]
- Aron Baynes – NFL-center[77]
- Ashley Walyuchow – a Houston–Victoriai Egyetem atlétikaedzője[78]
- Bernard Jackson – korábbi NFL defensive back[79]
- Bernard Lagat – olimpikon atléta[80]
- Bob Bratkowski – a Cincinnati Bengals edzője[81]
- Brad Greenberg – a Radfordi Egyetem kosárlabda-edzője[82]
- Brian Kelly – korábbi wide receiver[83]
- Brian Quinnett – korábbi NBA-játékos[84]
- Byron Bailey – NFL-játékos[85]
- Calvin Armstrong – CFL offensive tackle[86]
- Chad Eaton – NFL defensive tackle[87]
- Chad Little – korábbi NASCAR-versenyző[88]
- Charles Harris – offensive lineman[89]
- Chris Hayes – korábbi defensive back[90]
- Chris Jackson – kiváló wide receiver[91]
- Chuck Brayton – a baseballcsapat korábbi edzője[92]
- Cliff Chambers – MLB-pitcher[93]
- Cory Withrow – NFL-center[94]
- Craig Ehlo – korábbi NBA-játékos[95]
- Dan Doornink – korábbi running back[96]
- Dan Grayson – amerikaifutball-játékos[97]
- Dan Lynch – korábbi lineman[98]
- Danielle Fisher – a legfiatalabb személy, aki elérte minden kontinens legmagasabb csúcsát[99]
- Dave Edler – MLB-baseman[100]
- Deone Bucannon – NFL inside linebacker[101]
- Devard Darling – NFL wide receiver[102]
- Dick Farman – offensive lineman[103]
- Dominique Arnold – NCAA-bajnok[104]
- Don Collins – NBA-játékos[105]
- Don Hover – korábbi linebacker[106]
- Don Long – MLB-ütőedző[107]
- Doug Sisk – korábbi MLB relief pitcher[108]
- Dorian Boose – NFL-védő[109]
- Drew Bledsoe – NFL-quarterback[110]
- Duke Washington – egykori running back[111]
- Ed Barker – NFL wide receiver[112]
- Ed Bouchee – MLB first baseman[113]
- Ed Brett – korábbi NFL defensive end[114]
- Ed Goddard – quarterback és korábbi NFL-játékos[115]
- Ed Viesturs – azon tizenkét amerikai egyike, akik légzéssegítők nélkül mászták meg a világ tizennégy legmaggasabb csúcsát[116]
- Eldon Jenne – korábbi olimpikon atléta, a Csendes-óceáni egyetem amerikaifutball- és kosárlabda-vezetőedzője[117]
- Eric Frampton – NFL-safety[118]
- Erik Coleman – defensive back[119]
- Erik Howard – korábbi defensive tackle[120]
- Frank Akins – NFL-játékos[121]
- Gail Cogdill – NFL wide receiver[122]
- Gale Bishop – a Philadelphia Warrirors egykori játékosa[123]
- Garner Ekstran – CFL defensive end[124]
- Gene Conley – MLB All-Stars[125]
- George Raveling – a WSU egyik legeredményesebb kosárlabdaedzője[126]
- Gerry Lindgren – NCAA-atléta[127]
- George Hurley – korábbi offensive guard[128]
- Glenn Harper – korábbi CFL-punter[129]
- Greg Burns – a Kansasi Állami Egyetem védőedzője[130]
- Hamza Abdullah – NFL-játékos[131]
- Herb Schmalenberger – korábbi amerikaifutball-edző[132]
- Henry Rono – korábbi atléta[133]
- Howie Slater – korábbi NFL-fullback[134]
- Hugh Campbell – a Houston Oilers korábbi vezetőedzője[135]
- Husain Abdullah – NFL-játékos[136]
- Ian Waltz – nyolcszoros NCAA All-American, olimpikon diszkoszvető[137]
- Isaac Fontaine – korábbi NBA-guard[138]
- Jack Elway – több futballcsapat vezetőedzője[139]
- Jack Spring – korábbi MLB relief pitcher[140]
- Jack Thompson – korábbi NFL-quarterback[141]
- James Darling – NFL middle linebacker[142]
- James Donaldson – NBA-center[143]
- James Hasty – korábbi cornerback[144]
- Jason David – NFL-cornerback[145]
- Jason Gesser – quarterback[146]
- Jason Hanson – NFL-placekicker[147]
- Jason Hill – NFL wide receiver[148]
- Jed Collins – NFL-fullback[149]
- Jeff Varem – profi kosárlabda-játékos[150]
- Jerry Houghton – korábbi NFL offensive tackle[151]
- Joe Burks – NFL-center[134]
- Joe Danelo – NFL-placekicker[152]
- John Chaplin – az atlétikacsapat edzője[153]
- John Marshall – a Seattle Seahawks védőedzője[154]
- John Olerud – korábbi MLB first baseman[155]
- Jonathan McKenzi Smith – NFL running back[156]
- Josh Akognon – a nigériai kosárlabda-válogatott játékosa[157]
- Julius Korir – olimpikon hosszútávfutó[158]
- Karl Paymah – NFL-cornerback[159]
- Ken Greene – korábbi NFL-safety[160]
- Kenny Graham – korábbi AFL-safety[161]
- Keith Lincoln – korábbi NFL running back[162]
- Keith Millard – korábbi Pro Bowl defensive lineman[163]
- Klay Thompson – négyszeres NBA-bajnok[164]
- Kyle Basler – NFL-punter[165]
- Kyle Weaver – profi kosárlabda-játékos[166]
- Lamont Thompson – korábbi All-American és NFL-safety[167]
- Laurie Niemi – korábbi Pro Bowl offensive lineman[168]
- LaVar Ball – amerikaifutball- és kosárlabdajátékos[169]
- Leon Bender – az Oakland Raiders játékosa[170]
- Lewis Bush – NFL-linebacker[171]
- Marcus Trufant – All-Pro-cornerback[172]
- Mark Fields – korábbi linebacker[173]
- Mark Hendrickson – korábbi MLB-pitcher[174]
- Mark Rypien – korábbi NFL-quarterback[175]
- Mel Hein – a New York Giants egykori játékosa, a kiváló öregdiák-díj tulajdonosa[176]
- Michael Bumpus – a Seattle Seahawks wide receiverje[177]
- Mike Akiu – amerikaifutball-játékos[178]
- Mike Kinkade – olimpikon baseballjátékos[179]
- Mike Utley – korábbi offensive lineman[180]
- Mkristo Bruce – NFL defensive end[181]
- Mike Wilson – korábbi NFL wide receiver[182]
- Norton Barnhill – NBA-játékos[183]
- Omowale Dada – NFL-cornerback[184]
- Paul Noce – korábbi MBL-shortstop[185]
- Paul Wulff – korábbi NCAA All-American és a WSU amerikaifutball-vezetőedzője[186]
- Pat Beach – NFL tight end[187]
- Pete Rademacher – olimpikon ökölvívó[188]
- Peter Koech – olimpikon gátfutó[189]
- Phil Glover – linebacker[134]
- Raonall Smith – korábbi NFL outside linebacker[190]
- Rian Lindell – korábbi NFL-placekicker[191]
- Rick Austin – MLB-pitcher[192]
- Rien Long – defensive tackle, az egyetlen Outland Trophy-nyertes WSU hallgató[193]
- Rob Meier – korábbi NFL defensive end[194]
- Rob Ryan – korábbi MLB-outfielder[195]
- Robbie Tobeck – korábbi Pro Bowl-center[196]
- Rodrigo de la Fuente – kosárlabda-játékos[197]
- Ron Cey – MLB-baseman[198]
- Ron Lewis – korábbi offensive guard[199]
- Rueben Mayes – korábbi NFL running back[200]
- Ryan Leaf – korábbi NFL-quarterback[201]
- Samson Kimobwa – egykori kenyai hosszútávfutó[202]
- Scott Pelluer – korábbi NFL-linebacker[203]
- Scott Hatteberg – korábbi MLB first baseman[204]
- Singor Mobley – korábbi NFL-safety[205]
- Steve Broussard – NFL running back[206]
- Steve Dildine – linebacker[207]
- Steve Gleason – a New Orleans Saints védője[208]
- Tim Jankovich – férfikosárlabda-vezetőedző[209]
- Timm Rosenbach – korábbi NFL-játékos[210]
- Tom Niedenfuer – korábbi MLB relief pitcher[211]
- Todd Belitz – MLB-pitcher[212]
- Tony Harris – egykori kosárlabda-játékos[213]
- Troy Bienemann – NFL tight end[214]
- Turk Edwards – offensive tackle[215]
- Wayne Sutton – a Lousianai Állami Egyetem korábbi amerikaifutball-vezetőedzője[216]
- Wes Stock – korábbi MLB-pitcher[217]

## Munkatársak

### Oktatók
- Alexander Kuo – társadalomtudományi oktató, író[218]
- Allen I. White – gyógyszerészeti oktató[219]
- Anjan Bose – az építészmérnöki kar dékánja, villamosmérnök oktató, a National Academy of Engineering tagja[220]
- Bhakta B. Rath – kohászati professzor, a haditengerészet anyagtudományi kutatólaboratóriumának vezetője[221]
- Brett Atwood – újságíró, a Rolling Stone Radio társalapítója, korábban több magazin főszerkesztője[222]
- Buck Bailey – kosárlabdaedző[223]
- Clint Cole – a Heartstream társalapítója, az első kereskedelmi célú defibrillátor kifejlesztője[29]
- Charles Pezeshki – anyagtudományi oktató, a University Faculty Senate korábbi elnöke[224]
- Clarence A. Ryan Jr. – a növények kártevők elleni védekezésének felfedezője, a National Academy of Sciences tagja[225]
- Diter von Wettstein – növénygenetikus, a fertőzéseknek ellenálló árpa kifejlesztője, a National Academy of Sciences külkapcsolati képviselője és a Royal Danish Academy of Sciences tagja[226]
- Don A. Dillman – szociológus, közpolitikai előadó, az American Association for the Advancement of Science tagja[227]
- Elson Floyd – az egyetem korábbi rektora, a Higher Education Administration professzora[228]
- Frances K. McSweeney – viselkedéskutató, az Association for Behavior Analysis tagja[229]
- J. Thomas Dickinson – anyagtudományi kutató, az American Association for the Advancement of Science tagja[230]
- James Asay – a Rázkódásfizikai Intézet kutatója, a National Academy of Engineering tagja[231]
- Jeffrey Gramlich – könyvviteli oktató[232]
- John Hirth – anyagtudományi mérnök, a National Academy of Engineering tagja[233]
- John M. Madsen – az Utolsó Napok Szentjeinek Jézus Krisztus Egyháza magas rangú tisztviselője és esperese[234]
- Kelvin Lynn – anyagtudományi kutató, az American Association for the Advancement of Science tagja[235]
- LeRoy Ashby – történelemoktató, író, kétszer Washington állam Év Professzora[236]
- Mark G. Kuzyk – fizikus, a Kuzyk-határ és a Kuzyk-kvantumrés felfedezője[237]
- Matthew Avery Sutton – történészprofesszor, az evangélizmus tudósa[238]
- Michael Skinner – molekuláris biológus, epigenetikai kutató[239]
- Norman S. Golding – ételtudós, a Cougar Gold sajt megalkotója[240]
- Orville Vogel – búzanemesítő, a National Medal of Science díjazottja[68]
- R. James Cook – növénykórtani szakértő, biotechnológiai kutató, a National Academy of Sciences tagja[241]
- Rodney Croteau – a Taxol rákellenes gyógyszer kifejlesztésének vezetője, a National Academy of Sciences tagja[242]
- Roald H. Fryxell – antropológus professzor, a Fryxell-holdkráter névadója[243]
- Samuel H. Smith – korábbi rektor, a NATO posztdoktorális ösztöndíjasa[244]
- Sue Peabody – kiváló történelemprofesszor[245]
- V. Lane Rawlins – az egyetem egykori rektora, gazdaságtudományi oktató[246]
- Vishnu N. Bhatia – a tehetséggondozó program igazgatója, a dán Dannebrog-rend tagja[247]
- Walter Clore – kertészeti oktató, Washington állami borászatának atyja[248]
- William Henry Dietz – amerikaifutball-edző a WSU első Rose Bowl-győzelmének idején[249]
- William Jasper Spillman – mezőgazdasági oktató, búzanemesítő[250]
- Yogendra Gupta – a Rázkódásfizikai Intézet igazgatója, az American Physical Society és a American Association for the Advancement of Science tagja[251]

### Igazgatótanács
- Frances Penrose Owen – Az Igazgatótanács első női tagja 1957–1975 között[252]

## Fordítás
Ez a szócikk részben vagy egészben  a   List of Washington State University people című angol Wikipédia-szócikk ezen változatának fordításán alapul.  Az eredeti cikk szerkesztőit annak laptörténete sorolja fel. Ez a jelzés csupán a megfogalmazás eredetét és a szerzői jogokat jelzi, nem szolgál a cikkben szereplő információk forrásmegjelöléseként.